# 戀髮

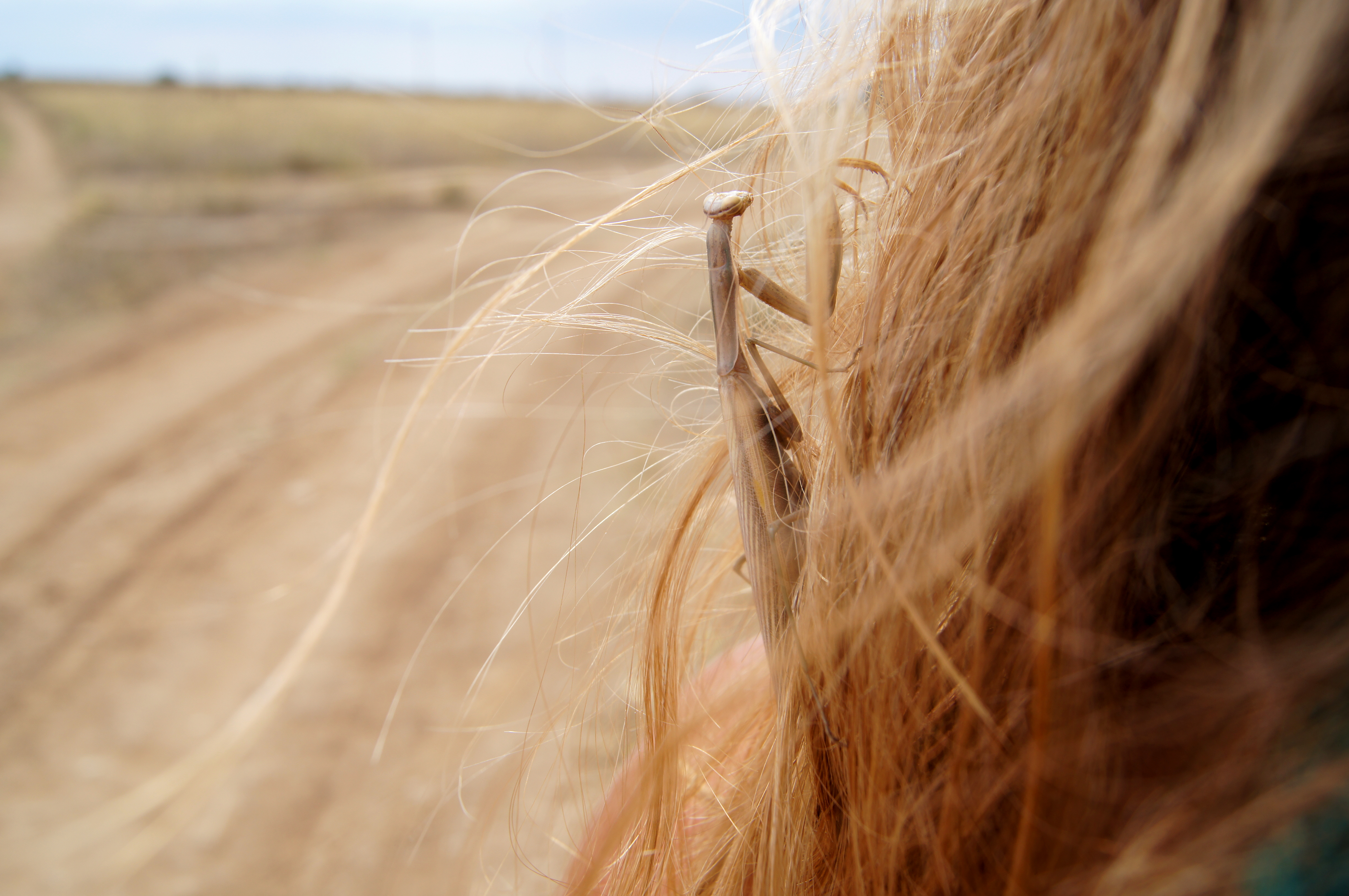

戀髮是指對毛髮的戀物行為，最常見的是頭髮，但也可以包括其他部位的毛髮，例如陰毛、腋毛和體毛。

## 型態
- 戀頭髮者對所喜歡的髮型特別地注意，對所喜愛的她/他人的頭髮充滿好感，願意主動替她人做美髮沙龍、按摩頭皮、洗髮。
- 喜歡關心親愛的對方是否有好好地清潔頭髮讓髮質仍然美好，或是兩三天沒洗頭的時候頭髮氣味是否芬芳，頭皮是否健康，毛髮有沒有太油膩太塌。

戀髪癖屬於戀物癖的一種，為男性居多。這符合戀物產生於幼年期的印刻作用的理論。一般男性喜歡長髮的女性，但有人年幼時熱愛長髮的女性，或有些人可能喜歡某個女性，可是無法得到她，因此從她擁有的物品下手，頭髮即其中之一。
一開始可能只是想得到對方的頭髮作替代，但久而久之對頭髮的長度，顏色，光澤與頭髮主人的長像產生迷戀，出現以上現象已屬於輕度症狀。長時間未治療開始對觸摸女性頭髮以及味道產生渴望，可能在公共場所觸碰女性長髮作享一時快感，甚至遇到長髮年輕貌美的女性工作場所趁人不注意時撿拾地上掉落的頭髮留念，帶回去欣賞，此時已進入第二階段症狀。最後不定時要觀賞剪髮的影片滿足自己欲望，觀賞時會產生生理現象，會開始收集女性髮束不時去撫摸欣賞，聞與舔或咬甚至塞進嘴巴滿足慾望，長時間不作會產生不安，這已是重症狀態了，有些患者為了滿足慾望會去收集女性的髪束，有些人無法控制可能會偷剪女性頭髮，甚至在公共場所直接對女性的頭髮產生猥褻動作。

## 科學研究
頭髮長度與女性的吸引力顯著正相關，評為男子和婦女。 頭髮的長度和質量可以作為一個線索來，尤其是一個女人的青春和健康，象徵生殖潛力。